# 聰明鎮
《聰明鎮》，是一部由臺灣製作的驚悚恐怖電視劇，改編自日本漫畫家伊藤潤二漫畫，該劇在2022年6月22日開拍，主演為梁詠琪、陳姸霏。

## 播出時間

### 首播(電視版)
| 頻道/影音 | 所在地   | 播出日期 | 播出時間 | 集數 |
| --------- | -------- | -------- | -------- | ---- |
|           | 中華民國 |          |          |      |

## 劇情大綱
一位單親母親（梁詠琪 飾）帶著因大學落榜的女兒（陳姸霏 飾）來到一處升學率較高的神秘小鎮「聰明鎮」尋求機會，然而這座小鎮卻擁有著催化慾望的魔力，隨著不明的事件逐漸發生，「聰明」的秘密也隨之浮現...

## 演員列表

### 主要演員
| 演員   | 角色 | 角色介紹 | 登場集數 （電視版） |
| 梁詠琪 |      |          | 全劇                |
| 陳姸霏 |      |          | 全劇                |

### 次要演員
| 演員   | 角色   | 角色介紹 | 登場集數 |
| 趙文瑄 |        |          |          |
| 天心   |        |          |          |
| 昇豪   |        |          |          |
| 炎亞綸 |        |          |          |
| 蔡淑臻 |        |          |          |
| 張書偉 | 王秋安 |          |          |

### 其他演員
| 演員   | 角色 | 角色介紹 | 登場集數 |
| 宋柏緯 |      |          |          |
| 劉修甫 |      |          |          |
| 潘綱大 |      |          |          |
| 喬湲媛 |      |          |          |
| 鄭煒齡 |      |          |          |
| 許曦文 |      |          |          |
| 余杰恩 |      |          |          |
| 孫沁岳 |      |          |          |
| 林怡珊 |      |          |          |
| 許明烈 |      |          |          |
| 劉晉瑋 |      |          |          |
| 葉子綺 |      |          |          |
| 林靖淋 |      |          |          |

### 客串演員
| 演員   | 角色 | 角色介紹 | 登場集數 |
| 黃丞邦 |      |          |          |

## 製作
2021年7月，《聰明鎮》於文化部影視局戲劇類補助案獲得補助金，為金額最高的劇本，後獲文化部影視局跨平台創意影音節目戲劇類製作補助進行投資。
2022年6月22日，《聰明鎮》舉辦開鏡儀式，並隨即進行開拍，整體拍攝則於同年9月完成。影集內容則根據原著伊藤潤二的作品，包括《富江》、《魔之碎片》、《雙一恣意的詛咒》、《蛞蝓少女》、《血玉樹》、《至死不渝的愛》及《人頭氣球》等作為原型進行改寫，此外則規劃原創故事線及原創角色。伊藤潤二本人則參與此次角色設計及概念設計。
2022年10月26日，《聰明鎮》進入後製階段，並發起集資計畫。

## 電視劇歌曲
| 曲別 | 歌名 | 演唱者 | 作詞作曲 | 音樂提供 |

## 各集標題
| 集數 | 標題 | 播出/上架時間 |
| 1    |      | 未定          |

## 外部連結
- 《聰明鎮》募資官方網站 （页面存档备份，存于）
- 聰明鎮的Facebook專頁